# Hans Mayrzedt
Hans Manfred Mayrzedt (* 10. April 1942 in Wien) ist ein österreichischer Ökonom.

## Leben
Mayrzedt wurde 1967 zum Dr. rer. pol. promoviert und erhielt 1969 den Master of Science. Anschließend arbeitete er als wissenschaftlicher Mitarbeiter und zuletzt Projektleiter in einem schweizerischen Wirtschaftsforschungsinstitut sowie als Bankökonom am Hauptsitz einer Schweizer Großbank. Er lehrte von 1972 bis 1982 an der Hochschule St. Gallen, dem Wagner College auf Staten Island, New York und der Universität Kyūshū in Fukuoka. Von 1982 bis 2007 war er Professor an der Hochschule Biberach für das Fachgebiet Volkswirtschaftslehre mit dem Schwerpunkt Bau- und Immobilienwirtschaft.
Hans Mayrzedt gilt als Pionier auf dem Gebiet Public Private Partnership (PPP), besonders im Zusammenhang mit Autobahnprojekten sowie privatwirtschaftlichen Modelle für Autobahnfinanzierung.
Er hat mehrere Bücher zur Außenwirtschaft und zum Themengebiet der Bauökonomie sowie Immobilienökonomie veröffentlicht. Hans Mayrzedt ist Mitherausgeber des 768-seitigen Standardwerkes Internationales Immobilienmanagement. Er lebt in Baden-Baden.

## Schriften
- Hans Mayrzedt: Überwachung der kommunalen Bauinvestitionen. Baukostenkontrolle und Wirtschaftlichkeit, Bauverlag BV 1995, ISBN 3-7625-3198-6
- Hans Mayrzedt: Arbeitsmarkt und erfolgsorientiertes Personalmanagement im Bau, Werner Verlag 2000, ISBN 3-8041-4320-2
- Hans Mayrzedt: Kostensparendes Bauen im Wohnungsbau unter dem veränderten Einfluß von Nachfrage- und Angebotsbedingungen, Werner Verlag 2002, ISBN 3-8041-4404-7
- Hans Mayrzedt und Horst Fissenewert: Handbuch Bau-Betriebswirtschaft Werner Verlag 2005, ISBN 3-8041-4324-5
- Hans Mayrzedt, Norbert Geiger, Eckhard Klett, Thomas Beyerle und Gisela Götz: Internationales Immobilienmanagement: Handbuch für Ausbildung, Weiterbildung und Praxis, CH Beck 2007, ISBN 3-8006-3424-4